# Dąbrowa koło Zaklikowa
Dąbrowa koło Zaklikowa este o arie protejată (sit de importanță comunitară — SCI) din Polonia întinsă pe o suprafață de 4,99 ha, integral pe uscat.

## Localizare
Centrul sitului Dąbrowa koło Zaklikowa este situat la coordonatele 50°45′57″N 22°09′06″E / 50.7658°N 22.1516°E.

## Înființare
Situl Dąbrowa koło Zaklikowa a fost declarat sit de importanță comunitară în octombrie 2009 pentru a proteja 1 specie de plante.

## Biodiversitate
Situată în ecoregiunea continentală, aria protejată conține 3 habitate naturale: Pante stâncoase calcaroase cu vegetație casmofită, Păduri de stejar și carpen Galio-Carpinetum, Păduri stepice euro-siberiene cu Quercus spp..
La baza desemnării sitului se află o specie protejată de  plante: clopțelul cu frunze de crin (Adenophora lilifolia).
Pe lângă speciile protejate, pe teritoriul sitului au mai fost identificate 14 specii de plante.